# Az Úr hangja
Az Úr hangja (eredeti lengyel címe Głos pana) Stanisław Lem tudományos-fantasztikus regénye, amely először 1968-ban jelent meg. Filozofikus hangvételű mű – Lem kedvelt témájáról – az idegen civilizációkkal való kapcsolatteremtés nehézségeiről. A mű értelmezése és szövegezése feltételez alapvető filozófiai ismereteket. 1983-ban angolra is lefordítják, aminek hatására több amerikai szerző is ír a témát feldolgozó könyvet (pl. Carl Sagan – Kapcsolat). A könyvet ez idáig tizenhat nyelvre fordították le, 2018-ban pedig Pálfi György azonos címmel filmadaptációt készített.

## Történet
|  | Alább a cselekmény részletei következnek! |

Egy fiktív egyesült államokbeli titkos kutatás története egy matematikus kutató, Hogarth professzor naplószerű elbeszélésében. A kozmoszból folyamatosan befogható neutrínósugárzás egyik frekvenciasávján ismétlődő rendszert rögzítenek egy véletlen folytán. A sugárzást felfedező tudósok idegen civilizáció üzenetének vélik, és állami támogatással magas költségvetésű, titkos kutatásba kezdenek Amerika vezető tudósainak részvételével. A hidegháborús politika rajta tartja szemét a talányos kutatáson. A tudósoknak sikerül előállítani az üzenet alapján egy különleges tulajdonsággal bíró anyagot, amely lehet az élet csírája, de fegyver is. Felmerül a kérdés: vajon mi is az üzenet valójában? Mi vagyunk a címzettjei? Meg tudja-e érteni az ember egy eltérő intelligencia logikájára épülő üzenetét? A probléma nemcsak az egzakt tudomány területét érinti, hanem a filozófiáét is.
|  | Itt a vége a cselekmény részletezésének! |

## Magyarul
- Az Úr hangja. Tudományos fantasztikus regény; ford. Murányi Beatrix, tan. Kuczka Péter; Kozmosz Könyvek, Bp., 1980 (Kozmosz fantasztikus könyvek)